# Felis silvestris reyi
El gato corso (Felis silvestris reyi) es una subespecie posiblemente extinta del gato montés euroasiático (Felis silvestris), un mamífero carnívoro salvaje de la familia de los félidos. La subespecie fue descubierta en la isla de Córcega. El gato corso se diferencia de las otras subespecies en su pelaje oscuro, cola corta y falta de coloración rojiza detrás de las orejas.
La subespecie fue definida por el zoólogo francés L. Lavauden basándose en una calavera y tres pieles recogidas por el maestro de escuela corso Rey-Jouvin. Aunque hubo personas que atestiguaron su descubrimiento, no se ha vuelto a observar el animal desde entonces, por lo que probablemente esté extinto.